# Krasnosnamensk
Krasnosnamensk (russisch Краснознаменск) ist eine geschlossene Stadt im Rajon Odinzowo in der Oblast Moskau, Russland. Sie liegt etwa 40 Kilometer südwestlich von Moskau und hat 36.103 Einwohner (Stand 14. Oktober 2010). Benachbarte Städte sind Golizyno und Aprelewka, das Rajon-Zentrum Odinzowo ist rund 30 km entfernt.

## Beschreibung
Die Stadt entstand 1951 als Arbeitersiedlung und Militärstützpunkt, hat seit 1981 Stadtstatus und war bis 1994, als sie ihren heutigen Namen erhielt (der wörtlich übersetzt „Rotbannerstadt“ bedeutet), als Golizyno-2 bekannt.
Die Stadt beherbergt die Titow-Bodenstation der russischen Weltraumtruppen, was auch im Stadtwappen versinnbildlicht worden ist. Außerdem befindet sich hier das Testzentrum für russische Raumfahrtsysteme. Aufgrund der strategischen Bedeutung dieser Objekte hat Krasnosnamensk seit der Erlangung der Stadtrechte den Status einer geschlossenen Stadt und kann von Ortsfremden nach wie vor nur mit Sondergenehmigung betreten werden.
In der Nähe der Stadt verläuft die russische Fernstraße M1 sowie die parallele Eisenbahnstrecke Moskau–Smolensk–Minsk (nächstgelegener Bahnhof ist der Haltepunkt Schaworonki).

## Bevölkerungsentwicklung
| Jahr | Einwohner |
| ---- | --------- |
| 2002 | 28.044    |
| 2010 | 36.103    |

Anmerkung: Volkszählungsdaten

## Söhne und Töchter der Stadt
- Iwan Nowosselzew (* 1979), Eishockeyspieler
- Irina Tonewa (* 1977), Popsängerin